# Andrés Ibarburu
Andrés Ibarburu (Montevideo, 23 de agosto de 1972) es un bajista, chelista y productor musical uruguayo, hermano mayor de los músicos Nicolás Ibarburu y Martín Ibarburu.

## Trayectoria
A partir de 1991 comenzó a tomar clases de bajo eléctrico con Gustavo Muñoz y desde 1998 con Guillermo Vadalá.
Estudió armonía y arreglos con Alberto Magnone entre 1999 y 2000. Recibió clases de chelo de Juan Rodríguez y, a partir de 2003, del chelista argentino Pedro Laniella. 
Desde 1992 integró las bandas estables de Rubén Rada, Leo Masliah, Diane Denoir, Alberto Magnone, Martín Buscaglia, Raúl Medina, Claudio Taddei y Rossana Taddei, Carlos Quintana, entre otros. En 2001 se integró a la banda de Jaime Roos y al trío «Mora-Etchenique-Ibarburu» junto con Nicolás Mora y Gustavo Etchenique. Con el trío grabó el disco Candelino en el sello Ayuí / Tacuabé. 
En 2002 creó la banda Sankuokai junto con sus hermanos Martín y Nicolás Ibarburu, Nicolás Sarser, Gustavo Montemurro y Walter «Nego» Haedo, entre otros. En 2006 editaron un disco homónimo.
Acompañó en conciertos a varios artistas Hiram Bullock, Juana Molina, Luis Salinas, Eddy Peñalver, Mauricio Ubal, Gabriel Giró, Osvaldo Fattoruso, Renée Pietrafesa, Adriana Varela, Pinocho Routin, etc.